# Assedio di Siracusa (827)
Il primo assedio arabo di Siracusa avvenne nell'827 e terminò nell'828, con la vittoria finale dei siracusani che riuscirono a mettere in fuga gli aghlabidi.

## Precedenti
Quello dell'827 non fu il primo incontro tra arabi e siracusani, anche se il loro primo contatto non poté definirsi "assedio" esso però avvenne già nel 625, quando Alessandria d'Egitto fu teatro di una storica sconfitta della flotta bizantina contro le forze islamiche, le quali ebbero da quel momento vita facile nel mediterraneo orientale.
A pagare il prezzo di queste incursioni mediterranee fu tra le prime Siracusa, la quale venne assalita dalla flotta araba solo dopo poche settimane dalla sconfitta alessandrina. Gli arabi misero l'ancora nel porto di Siracusa, il cui sito rappresentava ancora un centro fiorente dell'impero bizantino, fondamentale a tal punto che nel 663 l'imperatore Costante II deciderà di trasferire la corte dell'impero da Costantinopoli a Siracusa, probabilmente segnando l'inizio delle ostilità crescenti che porteranno alla guerra tra isolani e imperiali d'oriente.
Dunque gli arabi attaccarono una città dal forte significato sociopolitico per il Mediterraneo; la razziarono, sottoponendola ad un terribile saccheggio, terminato il quale andarono via. Da quel momento iniziarono nel Mediterraneo le battaglie navali tra cristiani e islamici per assicurarsi la supremazia sui mari.
Per gli anni a venire la città aretusea venne risparmiata dalla guerra. La situazione mutò drasticamente nella prima metà dell'800 quando Eufemio da Messina, comandante delle guardie imperiali di Siracusa, probabilmente incoraggiato dagli stessi siciliani stanchi di stare sotto l'impero bizantino, s'incoronò egli stesso nuovo imperatore indipendente da Bisanzio, ciò portò alla dichiarata guerra contro Costantinopoli e per riuscire a fronteggiare l'esercito dell'impero orientale, Eufemio andò in Africa, chiamando in soccorso della sua causa gli arabi.

## Il primo assedio arabo di Siracusa

### Asad pone l'assedio a Siracusa

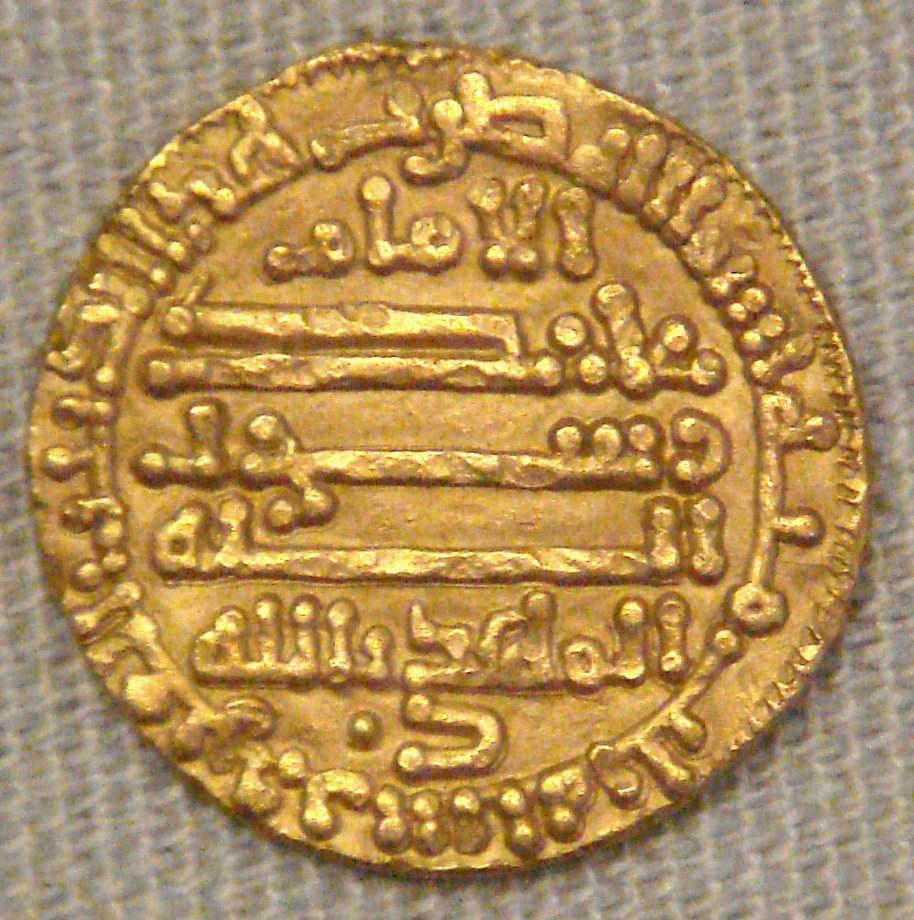
Moneta in oro con iscrizioni arabe proveniente da Qayrawan, la capitale degli Aghlabidi, i conquistatori di Siracusa.

Gli arabi mandarono in Sicilia una grande spedizione, composta dai migliori giovani guerrieri d'Africa; vi erano arabi, berberi, persiani e molti spagnoli, si stimavano 700 cavalieri e 10 000 fanti che si aggiunsero alle 100 navi di Eufemio. Sbarcarono a Granitola, presso Mazara del Vallo e da qui diedero avvio alla campagna bellica contro i bizantini.
Tralasciando le vicende riguardanti Eufemio e le terre siciliane in queste battaglie, giungiamo direttamente al momento del primo assedio arabo alla capitale, Siracusa, ovvero quello avvenuto l'827 e guidato da Asad ibn al-Furat (أسد بن الفرات), meglio conosciuto come Asad, persiano, egli prima di partire per questa spedizione era uno stimato intellettuale, teologo e giurista, venne nominato generale e mandato al comando delle truppe di Sicilia perché era colui che aveva più confidenza con il mondo occidentale.
Asad, prima di porre l'assedio a Siracusa, si era fermato ad Acri (odierna Palazzolo Acreide); qui i bizantini avevano eretto la loro base difensiva, una fortezza che doveva reggere all'assalto degli arabi. Asad era indeciso, poiché prima di proseguire voleva aspettare le navi con i rinforzi provenienti dall'Africa. Anche i bizantini non si muovevano, sperando in cuor loro che il persiano non andasse oltre. Le cronache arabe ci narrano infatti che Asad un giorno mentre era accampato presso Palazzolo ricevette dei messaggeri bizantini, o abitanti facoltosi siracusani, che lo pregavano di non andare oltre, di non dirigersi verso Siracusa. In cambio della sua ritirata questi gli avrebbero offerto molto oro e si sarebbero a lui sottomessi. Pare infatti che Asad ricevette una prima quantità di cinquantamila soldi d'oro. Ma dopo qualche giorno, Asad si accorse, o ebbe intuizione, che vi era un piano dietro quella "falsa" sottomissione. Infatti i bizantini in realtà tentavano l'esercito degli arabi con il denaro per dare tempo ai siracusani di allestire una solida difesa in vista dell'imminente assedio. Asad se ne rese conto quando vide che il restante denaro pattuito non gli arrivava e quando seppe che Eufemio, forse spaventato dalla bramosia di conquista degli arabi, aveva deciso di far pace con i bizantini e li incoraggiava a non cedere all'esercito d'oriente. Asad, capito che stava per cadere in un tranello, levò subito il campo da Palazzolo, forzando o schivando la fortezza, e si diresse velocemente a Siracusa.
Pose l'assedio alla capitale con soli 8 000 dei suoi uomini, poiché molti ne aveva lasciati indietro durante i presidi posti. Non aveva con sé grossi navi né macchine da guerra, comunque era deciso a conquistare Siracusa. Si accampò nei pressi della latomia del Paradiso, poi in quella dei Cappuccini e nelle restanti latomie siracusane: grandi cave di pietra bianca tipiche del territorio siracusano e vicinissime alla città, nei pressi di Neapolis e Acradina. La parte abitata della città era protetta da mura, gli arabi le circondarono minacciosi. Asad provò a compiere un primo assalto, riuscì a bruciare qualche nave siracusana e uccise parecchi difensori, ma si accorse di avere bisogno di rinforzi dalla madrepatria, per cui mandò dei messi in Africa a chiedere soccorso, infatti gli arabi stavano finendo le scorte di cibo e il persiano dovette placare una sommossa scoppiata tra i suoi uomini che premevano affinché togliesse l'assedio a Siracusa e ritornassero alla base, poiché, sostenevano, non era tempo di conquiste. Ibn-kadin fu il portavoce scelto dai ribelli per andare a spiegare ad Asad le loro ragioni e convincerlo ad andar via, ma il persiano rispose loro che avrebbe dato ordine di bruciare le proprie navi per impedir loro di tornare indietro, piuttosto che abbandonare questa guerra santa. Gli uomini stizziti da questa risposta gli fecero presente che il califfo Othman venne ucciso per espressioni molto meno ardite di quelle, ma non ottennero l'effetto sperato, poiché Asad non solo decise di non togliere l'assedio ma fece punire come esempio per tutti il portavoce degli ammutinati, Ibn-kadin, al quale comunque, ci informa Michele Amari, non vennero date più di tre o quattro staffilate.

### L'imperatore Michele manda i rinforzi

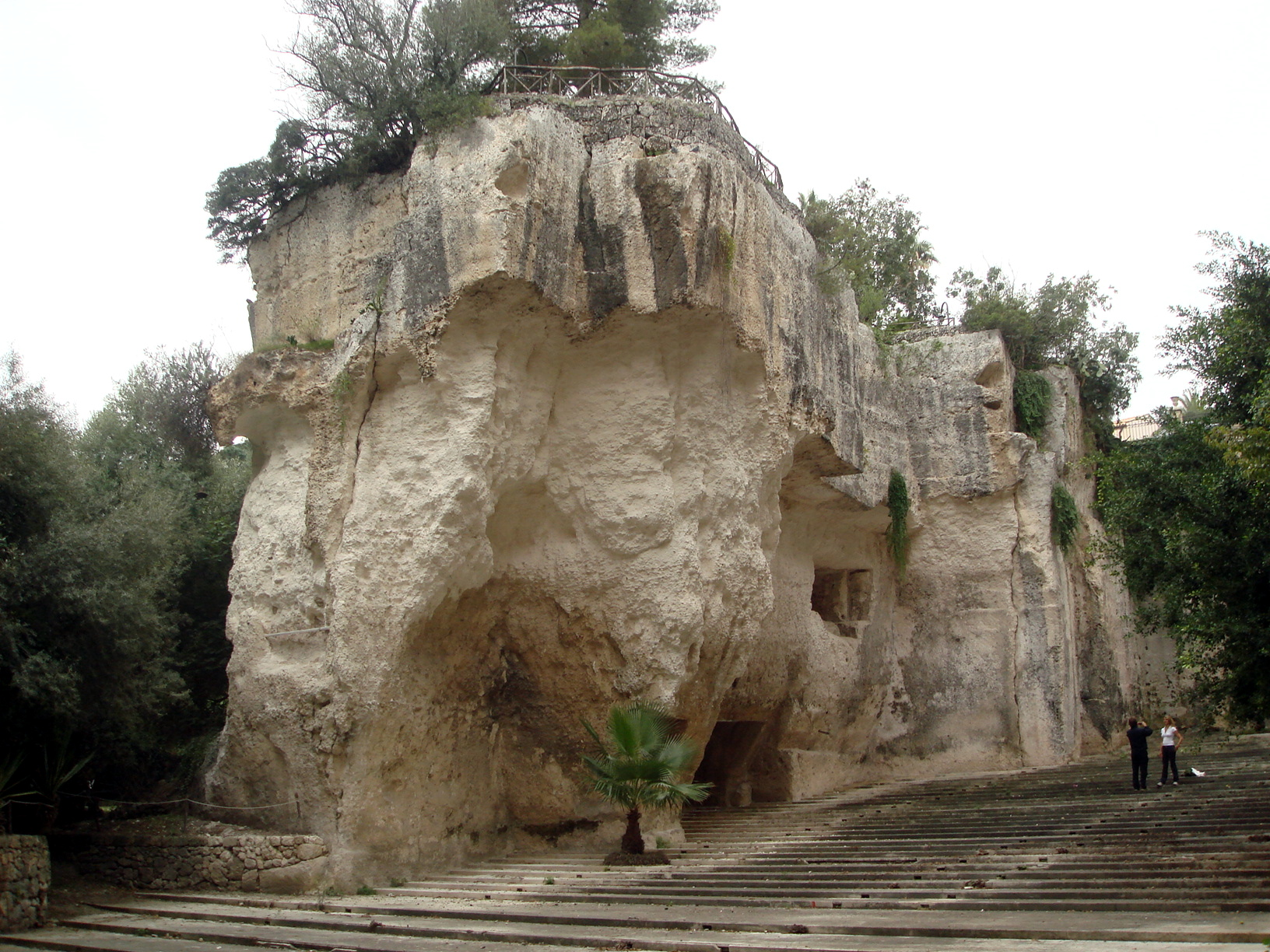
Una delle latomie siracusane: la latomia dei Cappuccini.

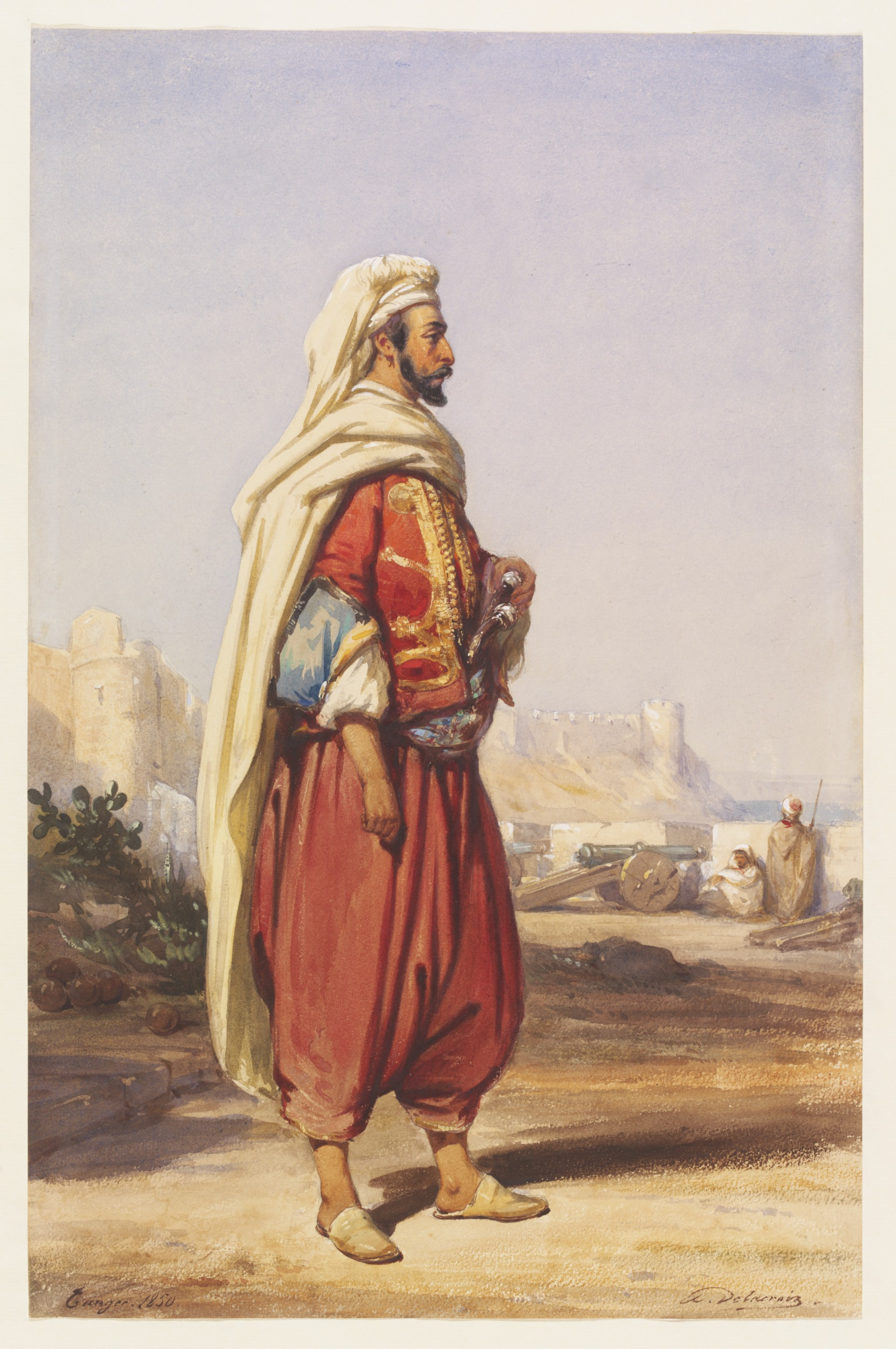
Esempio di soldato orientale

Michele II saputo dell'assedio siracusano mandò altre sue truppe a difendere la capitale di Sicilia, inoltre convinse il Doge di Venezia, Giustiniano Participazio a mandare delle truppe veneziane per contrastare le mire arabe. Ma anche gli assedianti potevano adesso contare sui loro rinforzi, infatti da Palermo vennero fatti marciare verso Siracusa altre truppe arabe e altre ancora ne arrivarono da Mazara del Vallo e vi si unirono anche gli spagnoli avventurieri di Creta (regione da poco caduta sotto il dominio islamico). Dunque si preannunciava una grande lotta ai confini delle mura aretusee.
Capendo il grave pericolo, gli arabi decisero di prepararsi militarmente ed escogitarono un sistema efficace per bloccare la cavalleria avversaria, cioè bucherellarono per tutto il tempo il terreno morbido, formandovi delle buche dentro le quali i cavalli degli avversari sarebbero caduti non appena avessero provato ad assalire il loro accampamento. Un'ottima strategia che, con sorpresa degli storici, prese totalmente alla sprovvista i bizantini che vi caddero in pieno. La sorpresa degli storici è dovuta al fatto che questa tecnica usata da Asad faceva parte del repertorio delle strategie bizantine, scritta persino nei loro libri militari. Dopo questa vittoria gli arabi strinsero ancor più forte l'assedio a Siracusa, sia per mare che per terra.

### Gli italiani sbarcano in Africa
La città era ormai assediata da 10 mesi, qualcuno dice anche un anno. I siracusani sconfortati pensarono alla resa, vedendosi circondati da più lati. E già si temeva che, con la perdita di Siracusa, molte altre città si sarebbero consegnate agli arabi, decretando così la fine della Sicilia cristiana. Ma accadde che un'improvvisa pestilenza, dovuta probabilmente alle acque della vicina palude Lisimelia (da sempre una zona a rischio per gli eserciti invasori), colpì l'accampamento degli arabi e uccise lo stesso Asad (828), il quale venne sepolto nel campo presso le latomie siracusane.
La morte del comandante fu un duro colpo per l'esercito africano, anche perché Asad era universalmente riconosciuto tra i suoi uomini, e tra i biografi arabi, come personaggio valoroso, intelligente, ponderato. Per cui adesso dovevano andare avanti in questa guerra senza la loro guida. Dovendo eleggere un nuovo comandante, la scelta ricadde su Mohammed-ibn-el-Gewâri. I siciliani, capendo che gli arabi privi di Asad sarebbero stati più vulnerabili, iniziarono a ribellarsi e le città che prima si sottomisero all'esercito invasore, ora inneggiarono alla riscossa per la liberazione delle loro terre.
Ma ciò che probabilmente salvò Siracusa durante il lungo assedio fu l'arrivo di navi italiane nella regione africana, giunte fin lì per affrontare l'esercito arabo. Accadde che Bonifacio II di Toscana (o conte di Lucca), per difendere la Corsica, isola sotto la sua protezione, dalle invasioni arabe, partì con dei soldati reclutati insieme a suo fratello Berengario e ad altri conti di Toscana, dirigendosi verso l'isola tirrenica. Qui, non trovando nemici da affrontare, decise di soccorrere la Sicilia andando a bloccare i rinforzi predisposti per l'assedio di Siracusa. Bonifacio e i suoi uomini sbarcarono presso Utica e Cartagine; riuscirono a ottenere delle buone vittorie contro gli arabi, ma perdettero comunque molta gente, così decisero di fare ritorno in patria. La loro azione fu sufficiente a far distogliere gli Aghlabidi dall'assedio in corso a Siracusa. Infatti l'esercito di Mohammed, vedendosi in minoranza e senza rinforzi in arrivo, decise di abbandonare l'impresa e tolse l'assedio alla città.

### La fuga dal porto siracusano verso Mineo
A questo punto i musulmani vollero lasciare la città, quindi si diressero verso il porto di Siracusa. Qui ripararono come poterono le loro navi e, senza provare nemmeno a distruggere le navi dei loro nemici, cercarono di uscire dal porto per dirigersi verso il mare aperto.
Ma come successo già altre volte, la naturale chiusura a protezione della costa siracusana impedì la semplice fuga, poiché le navi dei siracusani si misero posizionate in maniera da bloccare loro l'uscita dalla larga baia. Disperate, le truppe arabe scesero dalle navi, le incendiarono per non farle cadere in mano al nemico e poi s'incamminarono a piedi verso l'entroterra siciliano.
Lo storico Michele Amari si rammarica che nessun cronista del tempo abbia lasciato una qualche testimonianza sulle condizioni, sicuramente estreme ed avverse, che dovettero affrontare quegli uomini venuti da più parti dell'oriente. Si trovarono senza cibo, né protezione per porre un campo notturno, inoltre subivano ancora l'infezione che avevano contratto precedentemente. Furono costretti a camminare tra i monti in balia dei nemici, un po' come era successo molti secoli prima agli ateniesi, quando anch'essi avevano provato a conquistare Siracusa durante l'epica battaglia riguardante la guerra del Peloponneso. L'unica differenza fu la direzione di fuga, perché l'esercito di Mohammed-ibn-el-Gewâri arrivò nei pressi di Mineo, con non si sa con quante perdite di uomini, e qui pose la base per le future operazioni di conquista siciliane; ritrovarono inoltre Eufemio, che si ricongiunse ad essi per continuare la guerra contro i bizantini.
A Mineo si ripresero per continuare la conquista della Sicilia. Tuttavia se l'assedio di Siracusa finì male dopo qualche anno i musulmani riusciranno a impadronirsi di Palermo aprendo così l'epoca del dominio islamico in Sicilia.